# Odontoglossum portillae
Odontoglossum portillae là một loài thực vật có hoa trong họ Lan. Loài này được Bockemühl mô tả khoa học đầu tiên năm 1985.